# 이소윤
이소윤(본명: 이성미, 1985년 ~ )은 대한민국의 배우이다.

## 학력
- 한양대학교 연극영화학과 학사

## 연기 활동

### 드라마
- 2011년 KBS2 아침드라마 《두근두근 달콤》 ... 왕밍밍 역
- 2011년 ~ 2012년 OCN 금요드라마 《특수사건 전담반 TEN》 ... 정희주 역
- 2012년 MBC  대하드라마 《무신》 ... 최씨부인 역
- 2013년 KBS2 월화드라마 《직장의 신》 ... 연다라 역
- 2013년 OCN 일요드라마 《특수사건 전담반 TEN 2》 ... 정희주 역
- 2013년 tvN 군디컬드라마 《푸른거탑 제로 - 에피소드 6 : 종교활동 로망스》 ... 희진 역
- 2014년 KBS1 대하드라마 《정도전》 ... 익비 한씨 역
- 2014년 KBS2 단막극 《KBS 드라마 스페셜 - 나 곧 죽어》 ... 가연 역
- 2014년 KBS2 주말연속극 《가족끼리 왜 이래》 ... 이영진 역
- 2015년 KBS2 월화드라마 《너를 기억해》 ... 하윤지 역
- 2015년 MBC 일일드라마 《다시 시작해》 ... 유민수 역
- 2016년 JTBC 금토드라마 《이번 주 아내가 바람을 핍니다》 ... 지선우 아내 역
- 2017년 JTBC 금토드라마 《더 패키지》
- 2018년 tvN 수목드라마 《슬기로운 감빵생활》 ... 김민철의 옛 애인 역
- 2018년 SBS 수목드라마 《훈남정음》 ... 훈남 모 역
- 2019년 SBS 금토드라마 《스토브리그》 ... 길창주의 부인 역
- 2020년 tvN 수목드라마 《메모리스트》 ... 심상아 역
- 2020년 tvN 목요드라마 《슬기로운 의사생활》 ... 김태연 역
- 2021년 JTBC 수목드라마 《로스쿨》 ... 이주영 역

### 영화
- 2007년 《비노, 달리자》 ... 소영 역
- 2008년 《가루지기》 ... 나루터 기생 1 역
- 2008년 《연인들 - 올가을의 트렌드》 ... 지혜 역
- 2008년 《여보세요》
- 2010년 《의형제》 ... 형숙 역
- 2011년 《미안해, 고마워》 ... 혜원 역
- 2014년 《관능의 법칙》 ... 세영 역
- 2015년 《순수의 시대》 ... 순분 역
- 2015년 《세계일주》 ... 광고모델 역

### 뮤직비디오
- 2009년 나몰라패밀리 - Break Down
- 2011년 김경록 - 사랑이 어떻게 변하니